# Concordia dello Stato
La Concordia dello Stato è un dipinto a olio su tavola (74,6x100 cm) realizzato nel 1642 circa dal pittore Rembrandt Harmenszoon Van Rijn.
È conservato nel Museum Boijmans Van Beuningen di Rotterdam.
L'opera è firmata e datata "REMBRANDT F. 164(.)".
Per lo stile e il tema trattato, si collega l'opera a La ronda di notte: il significato è decisamente simbolico, per la presenza di allegorie legate ai Paesi Bassi e ad Amsterdam.